# Алі Акбар Юсефі
Алі Акбар Юсефі (нар. 30 квітня 1997) — іранський борець греко-римського стилю, чемпіон світу та Азії.

## Спортивні результати на міжнародних змаганнях

### Виступи на Чемпіонатах світу
| Змагання                        | Збірна | Вагова категорія                  | Місце  |
| ------------------------------- | ------ | --------------------------------- | ------ |
| Чемпіонат світу з боротьби 2021 | Іран   | греко-римська боротьба, до 130 кг | Золото |

### Виступи на Чемпіонатах Азії
| Змагання                       | Збірна | Вагова категорія                  | Місце  |
| ------------------------------ | ------ | --------------------------------- | ------ |
| Чемпіонат Азії з боротьби 2021 | Іран   | греко-римська боротьба, до 130 кг | Золото |

### Виступи на інших змаганнях
| Змагання                                         | Збірна | Вагова категорія                  | Місце  |
| ------------------------------------------------ | ------ | --------------------------------- | ------ |
| Гран-прі Загреба з боротьби 2019                 | Іран   | греко-римська боротьба, до 130 кг | 9      |
| Міжнародний турнір Любомира Івановича Гедзи 2019 | Іран   | греко-римська боротьба, до 130 кг | Золото |
| Кубок Владислава Пітласинські 2021               | Іран   | греко-римська боротьба, до 130 кг | Срібло |
| Міжнародний турнір Любомира Івановича Гедзи 2021 | Іран   | греко-римська боротьба, до 130 кг | Золото |
| Кубок Болата Турлиханова 2022                    | Іран   | греко-римська боротьба, до 130 кг | Бронза |
| Ісламські ігри солідарності 2021                 | Іран   | греко-римська боротьба, до 130 кг | Золото |

### Виступи на змаганнях молодших вікових груп
| Змагання                                      | Збірна | Вагова категорія                  | Місце  |
| --------------------------------------------- | ------ | --------------------------------- | ------ |
| Юніорський кубок Єдегара Імама                | Іран   | команда                           | Бронза |
| Чемпіонат світу з боротьби серед молоді 2018  | Іран   | греко-римська боротьба, до 130 кг | Бронза |
| Чемпіонат Азії з боротьби серед молоді 2019   | Іран   | греко-римська боротьба, до 130 кг | Срібло |
| Чемпіонат Азії з боротьби серед юніорів 2019  | Іран   | греко-римська боротьба, до 130 кг | Золото |
| Чемпіонат світу з боротьби серед юніорів 2019 | Іран   | греко-римська боротьба, до 130 кг | Золото |
| Чемпіонат світу з боротьби серед молоді 2019  | Іран   | греко-римська боротьба, до 130 кг | Золото |